# Cedrik-Marcel Stebe
Cedrik-Marcel Stebe (ur. 9 października 1990 w Mühlacker) – niemiecki tenisista, reprezentant w Pucharze Davisa.

## Kariera tenisowa
Startując jeszcze w gronie juniorów Stebe wygrał w US Open 2008 w grze podwójnej chłopców. Tworzył wówczas parę z Nikolausem Moserem.
W 2010 roku rozpoczął karierę zawodową.
W grze pojedynczej 8 razy wygrywał zawody ATP Challenger Tour, w tym rozgrywki ATP Challenger Tour Finals rozegrane w listopadzie 2011 roku w São Paulo. W finale pokonał Dudiego Selę.
W cyklu ATP Tour Stebe jest finalistą jednego turnieju.
W lutym 2012 roku zadebiutował w reprezentacji Niemiec w Pucharze Davisa.
W rankingu singlowym najwyżej był na 71. miejscu (13 lutego 2012), a w klasyfikacji deblowej na 376. pozycji (9 lipca 2012).

### Finały w turniejach ATP Tour
| Legenda                                      |
| -------------------------------------------- |
| Wielki Szlem                                 |
| Igrzyska olimpijskie                         |
| Tennis Masters Cup / ATP Finals              |
| ATP Masters Series / ATP Tour Masters 1000   |
| ATP International Series Gold / ATP Tour 500 |
| ATP International Series / ATP Tour 250      |

#### Gra pojedyncza (0–1)
| Końcowy wynik | Nr | Data          | Turniej | Nawierzchnia | Przeciwnik           | Wynik finału |
| ------------- | -- | ------------- | ------- | ------------ | -------------------- | ------------ |
| Finalista     | 1. | 28 lipca 2019 | Gstaad  | Ceglana      | Albert Ramos-Viñolas | 3:6, 2:6     |